# Yellowknife-Sud
Yellowknife-Sud est une circonscription électorale territoriale canadienne de l'Assemblée législative des Territoires du Nord-Ouest.
La circonscription correspond à la communauté de Yellowknife. 
L'actuel député de l'Assemblée législative pour la circonscription de Yellowknife-Sud est le premier ministre des Territoires du Nord-Ouest Bob McLeod. Tous les candidats sont indépendants étant donné qu'il n'y a aucun parti politique à l'Assemblée législative des Territoires du Nord-Ouest.

## Liste des députés
|  | Nom                 | Élu  | Fin du fonction |
|  | David Searle (en)   | 1975 | 1979            |
|  | Lynda Sorenson (en) | 1979 | 1983            |
|  | Ted Richard (en)    | 1983 | 1988            |
|  | Tony Whitford (en)  | 1988 | 1995            |
|  | Seamus Henry (en)   | 1995 | 1999            |
|  | Brendan Bell (en)   | 1999 | 2007            |
|  | Bob McLeod          | 2007 | présent         |

## Résultats des élections

### Élection de 2011
| Élection générale ténoise de 2011 |            |             |             |
|                                   | Nom        | Vote        | %           |
|                                   | Bob McLeod | Acclamation | Acclamation |

### Élection de 2007
| Élection générale ténoise de 2007 (en) |                 |      |         |
| [ 1 ]                                  | Nom             | Vote | %       |
|                                        | Bob McLeod      | 539  | 61,46 % |
|                                        | Amy Hacala      | 278  | 31,70 % |
|                                        | Garett Cochrane | 57   | 6,50 %  |
| Total                                  | Total           | 874  | 99,66 % |

### Élection de 2003
| Élection générale ténoise de 2003 (en) |                   |             |             |
| [ 2 ]                                  | Nom               | Vote        | %           |
|                                        | Brendan Bell (en) | Acclamation | Acclamation |

### Élection de 1999
| Élection générale ténoise de 1999 (en) |                   |      |         |
| [ 3 ]                                  | Nom               | Vote | %       |
|                                        | Brendan Bell (en) | 359  | 40,47 % |
|                                        | Pat McMahon       | 347  | 39,12 % |
|                                        | Mary Beth Levan   | 359  | 40,47 % |
| Total                                  | Total             | 887  | 100 %   |

Légende : Le nom en gras signifie que la personne a été chef d'un Gouvernement.

## Annexe